# Dream Road〜心が躍り出してる〜/KEEP ON 上昇志向!!/明日やろうはバカやろう
「Dream Road〜心が躍り出してる〜/KEEP ON 上昇志向!!/明日やろうはバカやろう」（ドリーム・ロード〜こころがおどりだしてる〜／キープ・オン じょうしょうしこう!!／あしたやろうはバカやろう）は、2016年10月26日にアップフロントワークス（hachamaレーベル）から発売された、日本の女性アイドルグループ・Juice=Juiceのメジャー8枚目のCDシングルである。

## リリース
メジャーデビューシングル「ロマンスの途中/私が言う前に抱きしめなきゃね(MEMORIAL EDIT)/五月雨美女がさ乱れる (MEMORIAL EDIT)」以来、6作ぶりとなるトリプルA面シングル。
当シングルは初回生産限定盤A - C・通常盤A - Cの計6タイプが発売されており、すべての初回生産限定盤にはDVDが付属している。また、すべての初回生産限定盤にはイベント抽選シリアルナンバーカードが封入されており、スペシャルイベントへの応募が可能である。すべての通常盤には、トレカサイズ生写真（通常盤A：「Dream Road〜心が躍り出してる〜」衣裳のソロ5種＋集合1種よりランダムにて1枚、通常盤B：「KEEP ON 上昇志向!!」衣裳のソロ5種＋集合1種よりランダムにて1枚、通常盤C：「明日やろうはバカやろう」衣裳のソロ5種＋集合1種よりランダムにて1枚）が封入されている。

## 構成
Dream Road〜心が躍り出してる〜
前作「Next is you!/カラダだけが大人になったんじゃない」から引き続き、つんく♂による楽曲提供、およびサウンドプロデュース。
KEEP ON 上昇志向!!
「ヒャダイン」こと前山田健一による楽曲提供、およびサウンドプロデュース。
明日やろうはバカやろう
板垣祐介による作曲提供、および元アンジュルム（旧・スマイレージ）の福田花音による作詞提供。

## 収録曲

### 初回生産限定盤A - C、通常盤A - C
| #         | タイトル                                         | 作詞       | 作曲       | 編曲                                     | 時間  |
| --------- | ------------------------------------------------ | ---------- | ---------- | ---------------------------------------- | ----- |
| 1.        | 「Dream Road〜心が躍り出してる〜」               | つんく     | つんく     | 江上浩太郎                               | 4:59  |
| 2.        | 「KEEP ON 上昇志向!!」                           | 前山田健一 | 前山田健一 | ダンス☆マン （ブラスアレンジ：川松久芳） | 4:24  |
| 3.        | 「明日やろうはバカやろう」                       | 福田花音   | 板垣祐介   | 板垣祐介                                 | 3:34  |
| 4.        | 「Dream Road〜心が躍り出してる〜」(Instrumental) |            |            |                                          | 4:59  |
| 5.        | 「KEEP ON 上昇志向!!」(Instrumental)             |            |            |                                          | 4:24  |
| 6.        | 「明日やろうはバカやろう」(Instrumental)         |            |            |                                          | 3:34  |
| 合計時間: | 合計時間:                                        | 合計時間:  | 合計時間:  | 合計時間:                                | 25:14 |

| #  | タイトル                                        | 作詞 | 作曲・編曲 | 時間 |
| -- | ----------------------------------------------- | ---- | ---------- | ---- |
| 1. | 「Dream Road〜心が躍り出してる〜」(Music Video) |      |            | 6:07 |

| #  | タイトル                            | 作詞 | 作曲・編曲 | 時間 |
| -- | ----------------------------------- | ---- | ---------- | ---- |
| 1. | 「KEEP ON 上昇志向!!」(Music Video) |      |            | 5:57 |

| #  | タイトル                                | 作詞 | 作曲・編曲 | 時間 |
| -- | --------------------------------------- | ---- | ---------- | ---- |
| 1. | 「明日やろうはバカやろう」(Music Video) |      |            | 4:33 |

## リリース日一覧
| 地域 | リリース日     | レーベル               | 規格                 | カタログ番号                       |
| ---- | -------------- | ---------------------- | -------------------- | ---------------------------------- |
| 日本 | 2016年10月26日 | hachama/UP-FRONT WORKS | マキシシングル+DVD   | HKCN-50492/3（初回生産限定盤A）    |
| 日本 | 2016年10月26日 | hachama/UP-FRONT WORKS | マキシシングル+DVD   | HKCN-50494/5（初回生産限定盤B）    |
| 日本 | 2016年10月26日 | hachama/UP-FRONT WORKS | マキシシングル+DVD   | HKCN-50496/7（初回生産限定盤C）    |
| 日本 | 2016年10月26日 | hachama/UP-FRONT WORKS | マキシシングル       | HKCN-50498（通常盤A）              |
| 日本 | 2016年10月26日 | hachama/UP-FRONT WORKS | マキシシングル       | HKCN-50499（通常盤B）              |
| 日本 | 2016年10月26日 | hachama/UP-FRONT WORKS | マキシシングル       | HKCN-50500（通常盤C）              |
| 日本 | 2016年10月26日 | hachama/UP-FRONT WORKS | ダウンロードシングル | HKCN-50498（AAC-LC）               |
| 日本 | 2016年10月26日 | hachama/UP-FRONT WORKS | ダウンロードシングル | HKCN-50498-HR（FLAC・96kHz/24bit） |

## 参加メンバー
- 宮崎由加、金澤朋子、高木紗友希、宮本佳林、植村あかり

## カバー
Dream Road〜心が躍り出してる〜
- VIOLAVIE - トリビュート・アルバム『シューティング スター』（2024年11月11日発売）に収録。